# ワンダーホイール (競走馬)
ワンダーホイール（Wonder Wheel、2020年2月7日 - ）は、アメリカ合衆国で生産・調教されていた競走馬である。
主な勝ち鞍に2022年アルシバイアディーズステークス、ブリーダーズカップ・ジュヴェナイルフィリーズ。

## 経歴

### 2022年（2歳時）
6月3日チャーチルダウンズ競馬場の未勝利戦（ダート5.5f）でデビュー勝ちを収めると、続く7月4日のリステッド競走・デビュータントステークスも後続に6馬身3/4差をつけデビュー2連勝とする。
G1初挑戦となったスピナウェイステークスでは好位4番手追走から脚を伸ばすも、先に抜け出したリーブノートレースを捉え切れず2着に敗れる。
10月7日のアルシバイアディーズステークスでは最内枠からハナを奪い逃げると、最後の直線でチョップチョップとレイジングシーの追い上げをハナ差で振り切り勝利、G1初制覇を果たす。
11月4日のブリーダーズカップ・ジュヴェナイルフィリーズでは後方追走から直線で抜け出すと、最後はリーブノートレースに3馬身差をつけ快勝しG1競走2連勝となった。そしてこの年のエクリプス賞最優秀2歳牝馬を受賞している。

### 2023年（3歳時）
2月11日タンパベイダウンズ競馬場のリステッド競走・サンコーストステークスで始動。道中4番手追走から早めに2番手まで押し上げるも、逃げ粘るドリーミングオブスノーを交わすことができず2着に敗退。続くアッシュランドステークスは6着、ケンタッキーオークスでは9着と精彩を欠いた。7月1日のG3シリーンステークス8着のあと、軽度の骨折が判明したため現役を引退し、11月のF-Tノヴェンバーセールに上場されることになった。

## 血統表
| ワンダーホイールの血統     | ワンダーホイールの血統           | ワンダーホイールの血統 | （血統表の出典）      | （血統表の出典） |
| 父系                       | ストームキャット系               | ストームキャット系     | ストームキャット系    |                  |
| 父 Into Mischief 2005 鹿毛 | 父の父Harlan's Holiday 1999 鹿毛 | Harlan                 | Storm Cat             | Storm Cat        |
| 父 Into Mischief 2005 鹿毛 | 父の父Harlan's Holiday 1999 鹿毛 | Harlan                 | Country Romance       |                  |
| 父 Into Mischief 2005 鹿毛 | 父の父Harlan's Holiday 1999 鹿毛 | Christmas in Aiken     | Affirmed              | Affirmed         |
| 父 Into Mischief 2005 鹿毛 | 父の父Harlan's Holiday 1999 鹿毛 | Christmas in Aiken     | Dowager               |                  |
| 父 Into Mischief 2005 鹿毛 | 父の母Leslie's Lady 1996 鹿毛    | Tricky Creek           | Clever Trick          | Clever Trick     |
| 父 Into Mischief 2005 鹿毛 | 父の母Leslie's Lady 1996 鹿毛    | Tricky Creek           | Batte Creek Girl      |                  |
| 父 Into Mischief 2005 鹿毛 | 父の母Leslie's Lady 1996 鹿毛    | Crystal Lady           | Stop The Music        | Stop The Music   |
| 父 Into Mischief 2005 鹿毛 | 父の母Leslie's Lady 1996 鹿毛    | Crystal Lady           | One Last Bird         |                  |
| 母 Wonder Gal 2012 黒鹿毛  | 母の父Tiz Wonderful 2004 鹿毛    | Tiznow                 | Cee's Tizzy           | Cee's Tizzy      |
| 母 Wonder Gal 2012 黒鹿毛  | 母の父Tiz Wonderful 2004 鹿毛    | Tiznow                 | Cee's Song            |                  |
| 母 Wonder Gal 2012 黒鹿毛  | 母の父Tiz Wonderful 2004 鹿毛    | Evil                   | Hennessy              | Hennessy         |
| 母 Wonder Gal 2012 黒鹿毛  | 母の父Tiz Wonderful 2004 鹿毛    | Evil                   | Lit'l Rose            |                  |
| 母 Wonder Gal 2012 黒鹿毛  | 母の母Passe 2006 鹿毛            | Dixie Union            | Dixieland Band        | Dixieland Band   |
| 母 Wonder Gal 2012 黒鹿毛  | 母の母Passe 2006 鹿毛            | Dixie Union            | She's Tops            |                  |
| 母 Wonder Gal 2012 黒鹿毛  | 母の母Passe 2006 鹿毛            | Gal On the Go          | Irgun                 | Irgun            |
| 母 Wonder Gal 2012 黒鹿毛  | 母の母Passe 2006 鹿毛            | Gal On the Go          | Gypsy                 |                  |
| 母系(F-No.)                | 12号族(FN:12-b)                  | 12号族(FN:12-b)        | 12号族(FN:12-b)       |                  |
| 5代内の近親交配            | Storm Cat 4×5 = 9.38%            | Storm Cat 4×5 = 9.38%  | Storm Cat 4×5 = 9.38% |                  |